# Kirchenpingarten
Kirchenpingarten è un comune tedesco di 1 404 abitanti, situato nel land della Baviera.